# Meine Tage mit Pierre – meine Nächte mit Jacqueline
Meine Tage mit Pierre – meine Nächte mit Jacqueline (La vie conjugale) ist ein zweiteiliger Spielfilm von André Cayatte aus dem Jahre 1964, der auch unter dem Titel Eine junge Ehe als Zweiteiler am Stück zu sehen war.
Der Zweiteiler erzählt die Geschichte eines Paares aus zwei Perspektiven: Jean-Marc ou La vie conjugale aus der Sicht des Mannes (Jacques Charrier), Françoise ou La vie conjugale aus der Sicht der Frau (Marie-José Nat). Der Film wurde in der BRD 1964 und in der DDR 1966 erstaufgeführt.

## Handlung
André Cayatte schildert eine siebenjährige Ehe und deren Scheitern. Françoise und Jean-Marc haben dieselbe Schule besucht, lieben sich und heiraten, als sie ein Kind erwarten. Nach Abschluss seines Jurastudiums muss Jean-Marc in die Provinz und seine Frau folgt ihm. Doch schon bald beginnt sie, nun Hausfrau, die Freuden der Hauptstadt zu vermissen. Als Françoise wieder beginnt zu arbeiten und Jean-Marc Stress in seiner Kanzlei hat, kommt es zu ersten Zerwürfnissen. Auf dem Weg zur Scheidung versöhnen sich die beiden – vorerst …

## Kritik
„Trotz etwas zu routinierter Gestaltung treffen die beiden Filme entscheidende Gründe für das Scheitern junger Ehen, so etwa Mißverständnisse, voreilige Schlüsse aus unbedeutenden Ereignissen oder uneingestandenem Egoismus.“ (Internationales Filmlexikon)